# École nationale de police
Die Écoles nationales de police (deutsch nationale Polizeischule(n)) bilden ihre Schüler für den Polizeidienst aus. Es gibt sie in zahlreichen frankophonen Ländern.

## Frankreich
In Frankreich wurde die Schule unter dem Vichy-Regime (1943) gegründet.

### Nationale Polizeischulen

#### Institute

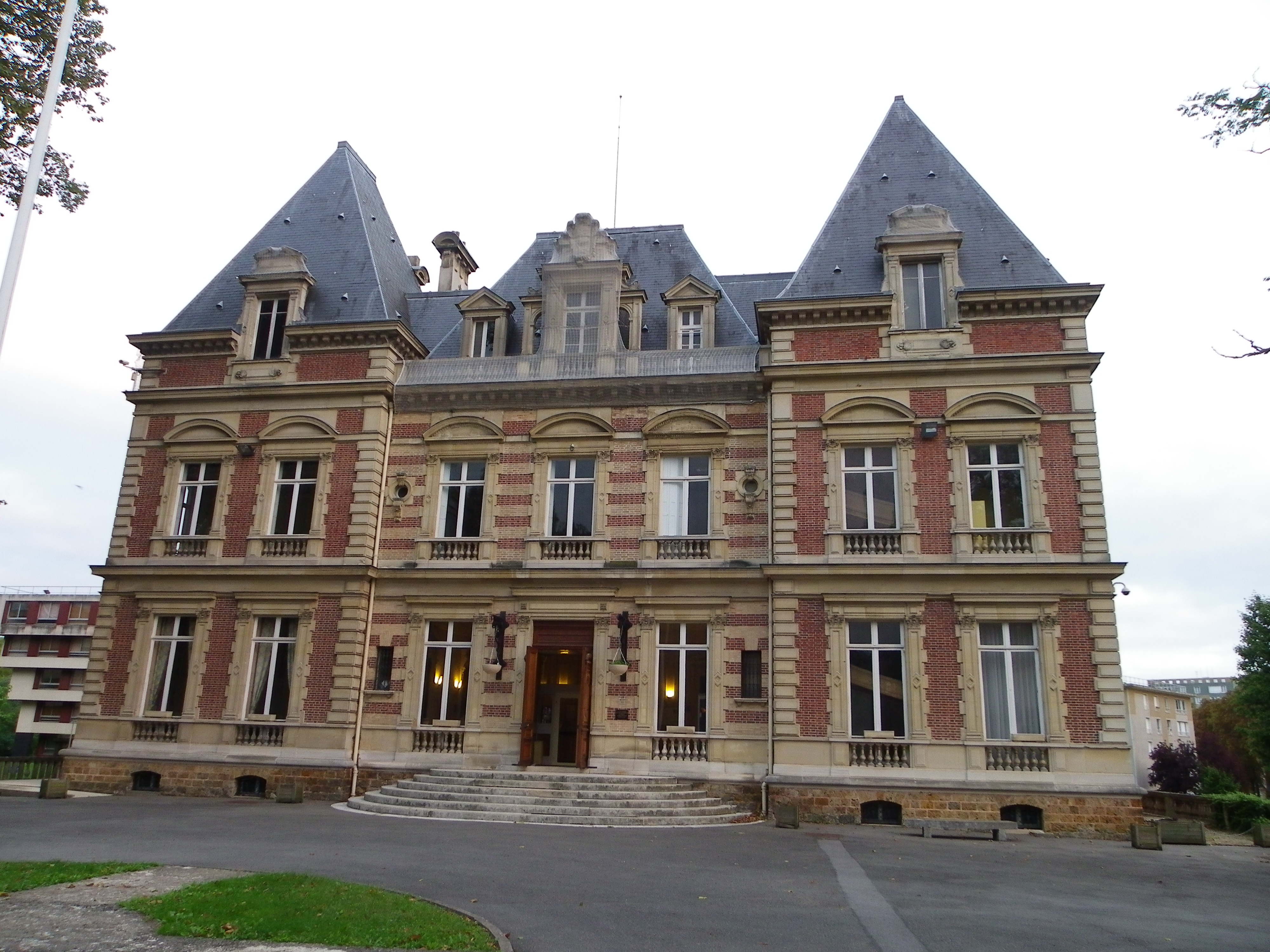
Château des Bergeries beherbergt die ENP Draveil (91)

- École nationale supérieure de la police (ENSP); Ausbildung zum Commissaire de police (France) (deutsch Polizeikommissar) in Saint-Cyr-au-Mont-d'Or (Auvergne-Rhône-Alpes)
- École nationale supérieure des officiers de police (ENSOP), Ausbildung zum officier de police in Cannes-Écluse (Seine-et-Marne)
- Écoles nationales de police (ENP) und Centres de formation de la police nationale (CFP), Ausbildung zum gardien de la paix (EGPX) oder zum Adjoint de sécurité. Einige Institute führen auch zum Cadet de la République. Die Ausbildungsstätten befinden sich in Frankreich an folgenden Orten:
  - ENP Draveil (91)
  - ENP Vincennes (75)
  - ENP Périgueux (24)
  - ENP Reims (51)
  - ENP Roubaix (59)
  - ENP Saint-Malo (35)
  - ENP Sens (89)
  - ENP Montbéliard (25)
  - ENP Nîmes (30)
  - ENP Oissel-sur-Seine (76)
  - CFP Chassieu (69M)
  - CFP Nice (06)

#### Ausbildungsprogramm
- ENP

Die Ausbildung von Sicherheitsassistenten besteht aus 12 Wochen in der Schule und einem 2-wöchigen Anpassungspraktikum am Einsatzort. Der Unterricht ist sowohl theoretisch (Friedenssicherung, Strafverfahren, allgemeines und spezielles Strafrecht, einige Elemente des Verwaltungsrechts, Maschinenschreiben) als auch praktisch (Kampf- und Selbstverteidigungssport, Schießen, verschiedene Sportarten einschließlich Ausdauertraining). Die auf Departementebene durchgeführten Auswahlverfahren für Sicherheitsassistenten stehen jedem französischen Staatsangehörigen unter 30 Jahren offen, ohne Diplomanforderungen.
Sicherheitsassistenten mit mindestens einem Jahr Betriebszugehörigkeit (ohne Ausbildung und Praktika) können sich für den internen Wettbewerb zur Schutzpolizei (französisch gardien de la paix) bewerben. Der Vertrag für Sicherheitsassistenten ist ein befristeter Vertrag mit einer Laufzeit von 3 aufeinander folgenden Jahren und kann um weitere 3 Jahre verlängert werden.
Die 18- bis 25-jährigen Anwärter haben eine 28-wöchige Ausbildung in einer Polizeiakademie und eine 12-wöchige Ausbildung in einer Berufsschule, um sie auf die Prüfung zum Gardien de la paix vorzubereiten. Im Laufe ihrer Ausbildung findet ein 7-wöchiges Praktikum in einem Polizeistation statt.
Die Ausbildung zum Gardien de la paix dauert 12 Monate. Sie umfasst 35 Wochen in der Schule, ein 7-wöchiges Praktikum in einem Kommissariat und eine zweite Periode von 9 Wochen in der Schule mit Kurse und praktischen Übungen. Der Unterricht ist sowohl theoretisch (Aufrechterhaltung der Ordnung, Strafverfahren, allgemeines und spezielles Strafrecht, einige Elemente des Verwaltungsrechts, Maschinenschreiben) als auch praktisch (Kampf- und Selbstverteidigungssport, Waffenausrüstung, Schießen, sportliche Übungen einschließlich Ausdauertraining). Der Wettbewerb steht jedem französischen Staatsbürger unter 35 Jahren offen, der ein allgemeines oder technisches Abitur hat (externer Wettbewerb) oder ohne Altersgrenze nach einem Jahr Dienstzeit im Rang eines Sicherheitsassistenten (interner Wettbewerb).
Die Gardiens de la paix mit vier Jahren Dienstalter in diesem Rang können sich um den Rang eines Polizei-Sergeanten bewerben oder sich für die interne Prüfung zum Rang eines Polizei-Leutnants melden.
- L'ENSOP

Die Ausbildung von Polizeibeamten dauert 18 Monate, davon 12 Monate Kurse und 6 Monate Praktika.
Der Unterricht ist sowohl theoretisch (Management, Friedenserhaltung, Strafverfahren, allgemeines und spezielles Strafrecht, einige Elemente des Verwaltungsrechts, Maschinenschreiben und Ausbildung zur Qualifikation zu Gerichtsvollziehern) als auch praktisch (Kampf- und Selbstverteidigungssport, Schießen, verschiedene Sportausbildungen einschließlich Ausdauertraining). Polizeibeamte mit vierjährigem Dienstalter können sich um den Posten eines Polizeikommissars bewerben. Nach fünf Jahren Dienstzeit können Leutnants den Rang eines Kapitäns anstreben.
Der externe Wettbewerb für Offiziere steht allen Franzosen unter 35 Jahren offen, die einen staatlich als bac+3 anerkannten Studiengang absolviert haben (ein Studium an einem IEP oder der Rechtswissenschaft wird dringend empfohlen). Die Anzahl der Plätze variiert je nach Jahr zwischen 45 und 50 Plätzen für fast 3000 Kandidaten und ist damit eines der begehrtesten Berufe im Verwaltungsbereich.
Die interne Bewerbung steht, ohne Altersbegrenzung, jedem im Dienstgrad des Majors, des Brigadiers offen; aber auch Gardiens de la paix mit mindestens 4 Dienstjahren können sich bewerben. Es stehen etwa 15 Plätze zur Verfügung.
Die Bewerbung für die Offiziersposten sind auch für RULP-Majors (Leiter der örtlichen Polizeieinheit) möglich wenn sie fünf Jahre in diesem Rang gearbeitet haben. Hierfür werden pro Jahr 20 Plätze ausgeschrieben.
Am 1. Januar 2013 ist die ENSOP in der ENSP aufgegangen. Der historische Standort der Schule in Cannes-Écluse bildet jedoch weiterhin Polizeibeamte aus.
- L'ENSP

Die Ausbildung zum Polizeikommissar dauert 24 Monate, 12 Monate Unterricht und 12 Monate Praktikum.
Der Unterricht umfasst sowohl theoretische (Management, Friedenserhaltung, Strafverfahren, allgemeines und spezielles Strafrecht, Verwaltungsrecht, Maschinenschreiben und Ausbildung zur Qualifikation von Gerichtsvollziehern) als auch praktische (Kampf- und Selbstverteidigungssport, Schießen, verschiedene Sportausbildungen einschließlich Ausdauertraining) Teile.
Der externe Wettbewerb steht französischen Staatsangehörigen unter 35 Jahren offen, die über einen Master-2-Abschluss verfügen (IEP oder Master in öffentlichem Recht oder Strafrecht werden dringend empfohlen). Der externe Wettbewerb steht. Der externe Wettbewerb bietet 25 bis 30 Plätze pro Jahr an und gilt als einer der schwierigsten mit den Aufnahmeprüfungen zusammen mit der zur ENA und ENM. Der interne Wettbewerb steht Kommandanten, Kapitänen und Leutnants mit vierjähriger Dienstzeit ohne Altersbegrenzung offen.
Kapitäne mit einer fünfjährigen Dienstzeit in ihrem Rang können sich durch Einreichung ihrer Personalakte bei der ENSP einschreiben.

## Belgien
Seit der Polizeireform ist die belgische Polizei in zwei Abteilungen geteilt, lokale und föderale Polizei. (Vorher gab es 3 Gruppen: Die Gendarmerie, die kommunale Polizei und die Gerichtspolizei.)

### Föderale und lokale Polizei
- Für die französischsprachigen Landesteile: Lüttich, Namur, Jurbise, Brüssel
- Für die flämischsprachigen Landesteile: Gent, Brügge, Antwerpen, Genk

## Quebec
- École nationale de police du Québec in Nicolet

## Benin

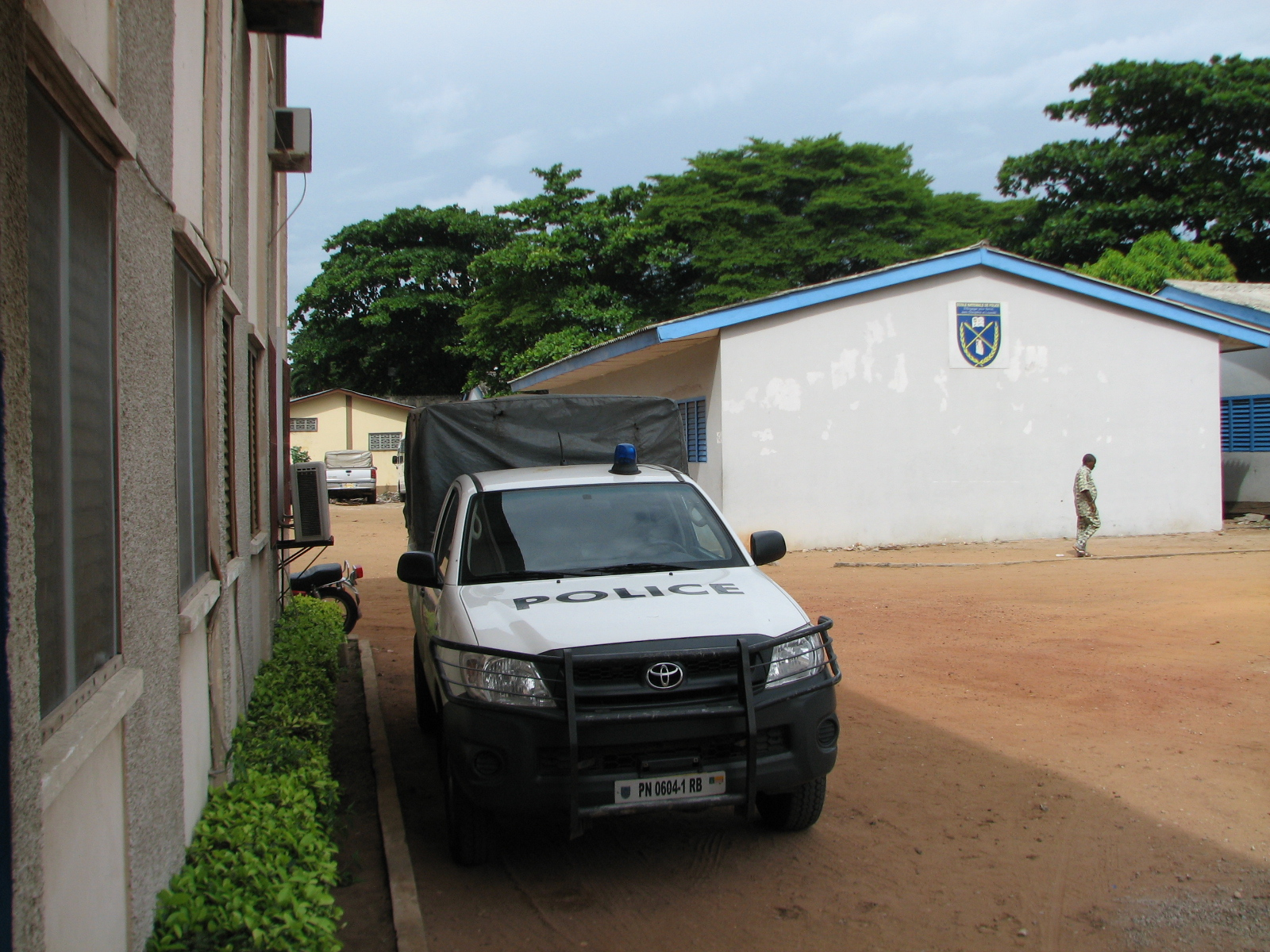
Innenhof der École nationale de Police in Cotonou.

Die Nationale Polizei von Benin verfügt über drei Schulen:
- École Nationale des Brigadiers et Gardiens de Paix;
- École Nationale des Officiers de Police;
- École Nationale Supérieure de la Police

## Burkina Faso
- In Ouagadougou